# Nipinnawasee (Kalifornija)
Nipinnawasee je naseljeno područje za statističke svrhe u američkoj saveznoj državi Kalifornija. Prema popisu stanovništva iz 2010. u njemu je živjelo 475 stanovnika.